# Högstabosjön
Högstabosjön är en sjö i Lindesbergs kommun i Västmanland och ingår i Norrströms huvudavrinningsområde. Sjön är 7 meter djup, har en yta på 0,414 kvadratkilometer och är belägen 45,2 meter över havet. Sjön avvattnas av vattendraget Arbogaån.

## Delavrinningsområde
Högstabosjön ingår i det delavrinningsområde (659765-147348) som SMHI kallar för Inloppet i Väringen. Medelhöjden är 52 meter över havet och ytan är 13,69 kvadratkilometer. Räknas de 56 avrinningsområdena uppströms in blir den ackumulerade arean 1 309,41 kvadratkilometer. Arbogaån som avvattnar avrinningsområdet har biflödesordning 2, vilket innebär att vattnet flödar genom totalt 2 vattendrag innan det når havet efter 190 kilometer. Avrinningsområdet består mestadels av skog (49 procent), öppen mark (16 procent) och jordbruk (17 procent). Avrinningsområdet har 0,85 kvadratkilometer vattenytor vilket ger det en sjöprocent på 6,2 procent. Bebyggelsen i området täcker en yta av 1,01 kvadratkilometer eller 7 procent av avrinningsområdet.